# Delta del Nilo

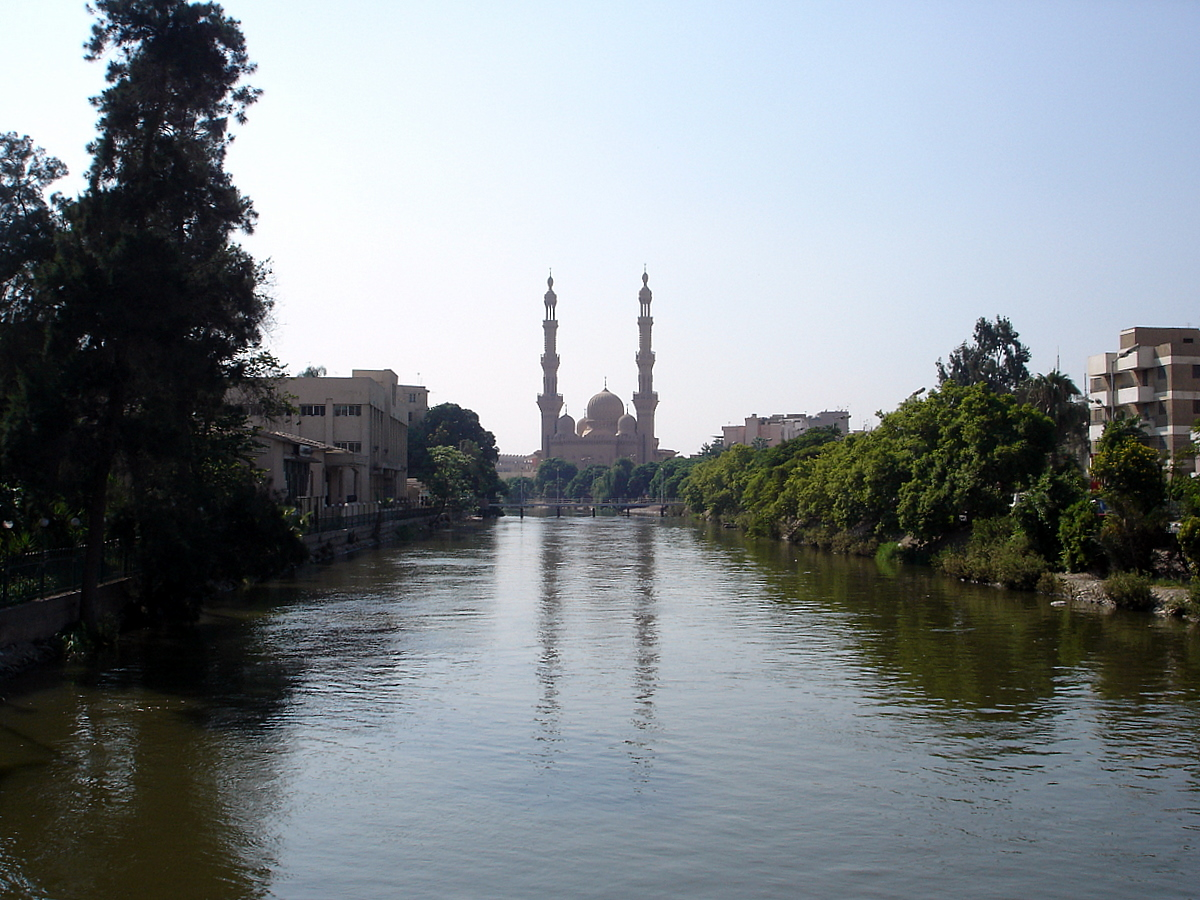
Moschea di Zagazig nel delta

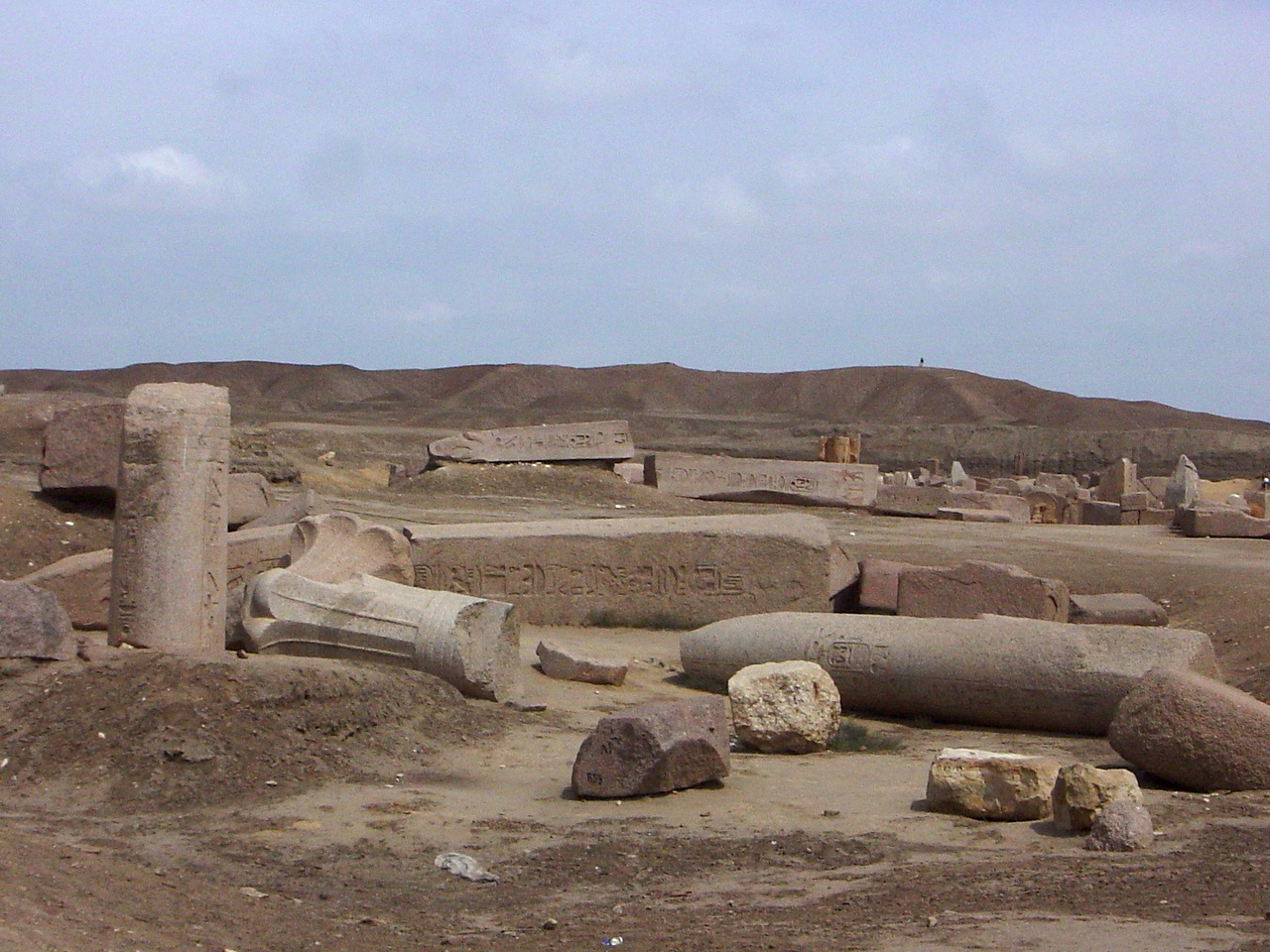
Antiche rovine di Tanis

Per delta del Nilo s'intende la regione geografica dell'Egitto costituita dal delta fluviale formato dal Nilo prima d'immettersi nel mar Mediterraneo. Si tratta di uno dei più grandi delta del mondo: si estende da Alessandria a ovest fino a Porto Said a est, per una lunghezza di 240 chilometri di costa. La lunghezza da nord a sud è di circa 160 km, e la superficie complessiva di circa 24.000 km².

## Geografia
Il delta del Nilo inizia pochi chilometri a nord del Cairo, dove il fiume si biforca in due rami principali: il ramo di Rosetta ad ovest, lungo circa 235 km, ed il ramo di Damietta ad est, lungo circa 240 km. All'interno e nelle immediate vicinanze di questi due rami, si trovano numerosi rami secondari e canali artificiali costruiti principalmente a scopo irriguo, che fanno di questa regione una delle aree più densamente coltivate del mondo. Fra i canali artificiali, merita ricordarsi il canale di Ismailia (Baḥr al-Ismāʿīliyya), lungo circa 130 km, che parte alla periferia nord del Cairo e arriva fino al lago di Timsah e quindi al canale di Suez ad Ismailia.
Nel nord, vicino alla costa, il delta abbraccia una serie di saline e laghi. I più importanti sono, da ovest verso est: il lago Maryut, il lago Idku, il lago Burullus e il lago Manzala. Il delta del Nilo è detto di tipo arcuato, in quanto caratterizzato dalla presenza di pochi canali distributori e da un decorso abbastanza regolare della linea di costa.
Dopo la costruzione della diga di Assuan, terminata nel 1970, l'afflusso di sedimenti e detriti nel delta si è notevolmente ridotto, provocando quindi un progressivo impoverimento del suolo, peraltro sempre più intensamente sfruttato a fini agricoli.
La presenza della diga ha comportato anche l'interruzione della progressione del delta verso il mare alla foce dei due principali rami (Rosetta e Damietta), dando quindi inizio ad una grave erosione costiera del delta stesso.
La zona del delta è una delle aree più densamente popolate del mondo e in alcune zone si raggiunge una densità di 3 000 abitanti/km². La regione è pesantemente sfruttata a fini agricoli, nella foto dal satellite le aree in verde scuro mostrano la densità di questo uso agricolo. Sebbene fortemente modificati dall'uomo, i resti del vecchio ambiente possono ancora essere individuati. Saline e alghe sono molto comuni dietro le isole e le dune costiere.

### Città antiche e moderne nella regione del delta
- Alessandria
- Avaris
- Bilbeis
- Bubasti
- Canopo

- Damanhur
- Damietta
- Leontopoli
- Mendes
- Mansura

- Naucrati
- Pelusio
- Pi-Ramses
- Porto Said
- Rosetta

- Sais
- Tanis
- Tanta
- Xois
- Zagazig

## Storia
La regione del delta è abitata da migliaia di anni. I primi esseri umani a colonizzare le sponde del Nilo probabilmente furono attratti dal fiume, nonché dalla crescente espansione del deserto del Sahara. Anche se oggi il Nord Africa è un'area in gran parte desertica, il Sahara era infatti un tempo ricoperto di erbe ed arbusti bassi. Il passaggio ad un clima arido non fu graduale, ma avvenne in due momenti specifici; il primo, tra il 6.700 a.C. e il 5.500 a.C., fu meno intenso, ma i cambiamenti climatici che gli seguirono, tra il 4.000 a.C. e il 3.600 a.C., ebbero conseguenze molto gravi: le temperature estive aumentarono drasticamente, le precipitazioni diminuirono e l'erba delle praterie appassì. 
Questo evento fu devastante per molte culture antiche e per il loro modo di vivere: molte di queste tribù del Sahara furono costrette a migrare ad est verso il Nilo, il quale esondava annualmente e depositiva il fertile limo sulle sue rive, rendendole adatte alla coltivazione delle piante. Queste popolazioni migranti accrebbero le piccole comunità che già si andavano sviluppando lungo il fiume.
Le consuete piene annuali del Nilo hanno regolato fino ad alcune decine di anni fa la vita e le attività delle popolazioni che vivevano in questa zona. Antichi scritti greci (Strabone) e romani (Plinio il Vecchio), indicano che il delta aveva sette rami: (da est a ovest), il Pelusiaco, il Tanitico, il Mendesiano, il Fatnitico, il Sebennitico, il Bolbitinico, e il Canopico (detto anche Eracleotico). Di questi rami ne sono rimasti oggi solo due a causa della variazioni naturali e artificiali del territorio provocate dalle opere per il controllo delle inondazioni, insabbiamento e sollevamenti del terreno. Sono il ramo di Damietta ad est, corrispondente all'antico Fatnitico, ed il ramo di Rosetta ad ovest, corrispondente all'antico Bolbitinico.

## Popolazione
Con una densità che sfiora anche i 1000 ab/km² fuori dalle città, il delta del Nilo è una delle aree più densamente popolate della terra ed ospita circa 40 milioni di abitanti (la metà della popolazione egiziana). Alessandria è la città più grande della regione con una popolazione stimata di 4 milioni di persone. Altre città considerevoli sono Shubra El-Khema, Porto Said, El-Mahalla El-Kubra, Mansura, Tanta, e Zagazig.